# Azumanga Daioh
Azumanga Daioh (jap. あずまんが大王 Azumanga daiō) – manga typu yonkoma autorstwa Kiyohiko Azumy, publikowana w magazynie „Dengeki Daioh” wydawnictwa MediaWorks od grudnia 1998 (numer 2/1999) do 20 marca 2002 (numer 5/2002). Opowiada o codziennym życiu grupy licealistek. Jest połączeniem komedii, okruchów życia i mangi szkolnej.
Na podstawie serii powstał odcinek ONA, OVA i serial anime wyprodukowany przez studio J.C.Staff.

## Znaczenie tytułu
Tytuł serii nie ma związku z fabułą i stanowi grę słów. Azumanga jest zbitką wyrazową Azuma (jap. あずま) (nazwisko autora mangi) oraz manga. Daiō pochodzi od tytułu magazynu Dengeki Daiō (jap. 電撃大王), w który kolejne rozdziały mangi wydawano. Azumangą nazywa się również każdą inną pracę Azumy Kiyohiko.

## Bohaterowie

### Uczennice
- Chiyo Mihama (美浜 ちよ Mihama Chiyo)  – genialne dziecko, które zostało przeniesione ze szkoły podstawowej w wieku 10 lat ze względu na wybitne zdolności. Jest najbardziej urocza z grupy. Mieszka w bardzo zamożnej rodzinie. Jest nad wyraz dojrzała, często bardziej od swoich koleżanek. Mimo tego lubi się bawić i jest bardzo wrażliwa. Jest najlepszą uczennicą w szkole.

- Ayumu Kasuga (春日 歩 Kasuga Ayumu), zwana Osaką (大阪 Ōsaka) – dziewczyna, która żyje w swoim własnym świecie. Jest niezdarna i wiecznie zamyślona. Pochodzi z Osaki, stąd też jej pseudonim, który nadała jej Tomo. Często zasypia na lekcjach, za co jest karcona przez wychowawczynię klasy.

- Tomo Takino (滝野 智 Takino Tomo)  – bardzo impulsywna i nadpobudliwa, uwielbia się popisywać przed koleżankami. Chce być we wszystkim najlepsza, co jej nie wychodzi, szczególnie w nauce – jest najgorszą uczennicą w klasie. Często swoimi poczynaniami niszczy efekty pracy innych osób lub utrudnia im życie. Podczas zawodów sportowych zużywa całą energię przed startem, przez co zawsze przegrywa.

- Koyomi Mizuhara (水原 暦 Mizuhara Koyomi) , zwana Yomi (よみ) – wygląda na spokojną dziewczynę, lecz czasem traci nad sobą panowanie – najczęściej pod wpływem Tomo, z którą przyjaźni się od szkoły podstawowej. Ma kompleksy na punkcie swojej nadwagi – wypróbowuje co jakiś czas kolejne diety, a nawet anonimowo pisze do nocnej audycji młodzieżowej w radio o swoich przeżyciach związanych z dietą.

- Sakaki (榊) – najstarsza i najpoważniejsza z grupy, cicha i spokojna. Jest bardzo popularna i lubiana. Świetnie radzi sobie w sporcie, choć nie uprawia żadnej dyscypliny. Sakaki skrycie uwielbia śliczne rzeczy. Najbardziej szaleje za kotami, nie tylko tymi żywymi, ale i pluszowymi – swoim pluszakom nadaje imiona, tak, jak małe dzieci. Nie może mieć własnego kota z powodu uczulenia na sierść, które ma jej matka. Niestety, koty zdają się jej nie lubić – jedynym kotem, który pozwolił się jej pogłaskać, był kot z Iriomote.

- Kagura (神楽) – świetnie wysportowana, ciągle stara się rywalizować z Sakaki, która się tym zbytnio nie przejmuje. Kagura kiepsko radzi sobie z nauką, podobnie jak Tomo.

- Kaori (かおり), zwana Kaorin (かおりん) – jest skrycie zakochana w Sakaki, która nie zdaje sobie z tego sprawy. Na każdym kroku jej szkolnego życia powoduje to moc dwuznacznych sytuacji. Podczas trzeciego roku została przeniesiona do klasy Kimury, co spowodowało u niej załamanie nerwowe. Na domiar złego Kimura zakochał się w Kaori, o czym często daje znać.

- Chihiro (千尋) – koleżanka Kaorin. Podobnie jak Kaorin została przeniesiona na trzeci rok do klasy Kimury.

### Nauczyciele
- Yukari Tanizaki (谷崎 ゆかり Tanizaki Yukari) – nauczycielka angielskiego i wychowawczyni klasy, w której znajdują się główne bohaterki. Ma podobny charakter do Tomo, łatwo wyprowadzić ją z równowagi i ma słabość do alkoholu. Lubi rywalizować ze swoją koleżanką ze szkoły i z pracy, Nyamo – często wykorzystuje do tego celu swoich uczniów. Jest kiepskim kierowcą.

- Minamo Kurosawa (黒沢 みなも Kurosawa Minamo), zwana Nyamo (にゃも) – nauczycielka WF-u, o wiele poważniejsza od swojej koleżanki Yukari. Charakterem przypomina Yomi. Jest bardzo lubiana i szanowana przez uczniów swojej klasy.

- Kimura (木村) – nauczyciel literatury klasycznej. Uwielbia podglądać młode uczennice – jest to jego główny powód, dla którego został nauczycielem. Nielubiany przez uczennice i podziwiany przez uczniów szkoły.

### Zwierzęta
- Tata Chiyo (ちよ父 Chiyo-chichi) - tajemnicza zjawa przypominająca żółtego kota, która pojawia się w snach Sakaki i Osaki, gdzie stanowi wyobrażenie nigdy nie pokazanego ojca Chiyo.

- Kamineko (噛み猫) – kot, który za każdym razem gryzie Sakaki kiedy tylko próbuje go pogłaskać. Jego imię wymawia się po japońsku tak samo, jak koci bóg lub bóg kotów.

- Pan Tadakichi (忠吉さん Tadakichi-san) – pies Chio. Jest tak duży, że dziewczynka może na nim jeździć jak na koniu. Bardzo łagodny i spokojny.

- Maya (マヤー Mayā) – kot z Iriomote, którym opiekuje się Sakaki. Jako jedyny nie zachowuje się wobec niej agresywnie. Po śmierci swojej matki przywędrował z Okinawy do Tokio, po czym Sakaki przygarnęła go. Kot tymczasowo mieszka u Chiyo z powodu uczulenia matki Sakaki.

- Neco Coneco (ねここねこ, Nekokoneko) – pluszowa maskotka przedstawiająca kociątko siedzące na głowie kota. Różne wersje tej maskotki przewijają się przez całe anime, a Sakaki jest jej wielką fanką.

## Manga
Pierwszy rozdział mangi został opublikowany w numerze 2/1999 (wydanym w grudniu 1998) magazynu „Dengeki Daioh”, zaś ostatni – 20 marca 2002 (numer 5/2002). Następnie rozdziały zostały zebrane w czterech tankōbonach, które wydawane były od 10 lutego 2000 do 10 czerwca 2002.
| Nr | Data wydania         | ISBN                   |
| -- | -------------------- | ---------------------- |
| 1  | 10 lutego 2000       | ISBN 978-4-04-869026-3 |
| 2  | 25 października 2000 | ISBN 978-4-8402-1691-3 |
| 3  | 10 września 2001     | ISBN 978-4-8402-1943-3 |
| 4  | 10 czerwca 2002      | ISBN 978-4-8402-2128-3 |

### Nowa edycja
W 2009 roku z okazji 10-lecia mangi autor wykonał dodatkowe trzy 16-stronicowe rozdziały do nowej edycji mangi, które ukazały się w magazynie „Gekkan Shōnen Sunday” wydawnictwa Shōgakukan. Nowa edycja została wydana w wersji trzytomowej od 11 czerwca do 18 sierpnia 2009.
| Nr | Data wydania     | ISBN                   |
| -- | ---------------- | ---------------------- |
| 1  | 11 czerwca 2009  | ISBN 978-4-09-121695-3 |
| 2  | 17 lipca 2009    | ISBN 978-4-09-121696-0 |
| 3  | 18 sierpnia 2009 | ISBN 978-4-09-121697-7 |

## Anime
Adaptacja anime została zapoczątkowana w formie 4-minutowego odcinka ONA wyprodukowanego przez studio J.C.Staff, który został wydany 28 grudnia 2000. Rok później, 25 grudnia 2001 został wydany odcinek OVA Azumanga Daioh (Gekijō tanpen) (jap. あずまんが大王（劇場短編） Azumanga daiō (Gekijō tanpen)).
Serial anime miał swoją premierę 8 kwietnia 2002 i emitowany był do 30 września 2002 na antenie TV Tokyo, TV Aichi, TV Osaka oraz AT-X. Anime emitowane było w formie 5-minutowych odcinków od poniedziałku do piątku, zaś w weekendy – w formie 25-minutowych powtórek. Łącznie powstało 130 odcinków, które zostały zgromadzone w 26 odcinkach, a potem wydane na DVD i VHS przez wytwórnię Starchild Records.

### Spis odcinków
| #  | Tytuł odcinka | Premiera         |
| -- | --- | ---------------- |
| 1  | Kodomo kōkōsei / Tensai desu / Kowai kana? / Bakusou tomo-chan / Ōsaka-jin ya (『こども高校生』 『天才です』 『こわいかな？』 『爆走ともちゃん！』 『大阪人や』)                    | 8 kwietnia 2002  |
| 2  | Kyō mo Ōsaka / Taiiku barēboru / Shakkuri / Nō ga / O nyū (『今日も大阪』 『体育・バレーボール』 『しゃっくり』 『脳が』 『おにゅー』)                                              | 15 kwietnia 2002 |
| 3  | Nyamo / Habatsu tōsō / Yukari ga kita / Warukunaimon / Dokomademo (『にゃも』 『派閥闘争』 『ゆかりがきた』 『悪くないもん』 『どこまでも』)                                        | 22 kwietnia 2002 |
| 4  | Tanoshii shokugyō / Pūru pūru pūru / Ribon / Futarikkiri / Ii hito? (『楽しい職業』 『プールプールプール』 『りぼん』 『ふたりっきり』 『いいひと？』)                              | 29 kwietnia 2002 |
| 5  | Natsuyasumi / Yōkoso chiyo no heya e / Goshōtai / Keikensha gotte / Mō dame (『なつやすみ』 『ようこそちよの部屋へ』 『ご招待』 『経験者語って』 『もうだめ』)                      | 6 maja 2002      |
| 6  | Shōri no hōteishiki / Sangumi no sakaki, Gokumi no kagura / Butchigiri / Waai / Odoru daidenen (『勝利の方程式』 『三組の榊、五組の神楽』 『ぶっちぎり』 『わーい』 『踊る大団円』) | 13 maja 2002     |
| 7  | Otogi no gumi / Jinkakusha / Nori nori gō! / Masukotto / Kataki? (『おとぎの組』 『人格者』 『のりのりゴー！』 『マスコット』 『敵？』)                                             | 20 maja 2002     |
| 8  | Ōsaka no hatsuyume / Tomo-chan no baai / Sakaki no baai / Yōkoso / Kaorin no baai (『大阪の初夢』 『ともちゃんの場合』 『榊の場合』 『ようこそ』 『かおりんの場合』)                | 27 maja 2002     |
| 9  | Furenai nara / 11-sai / Neko-san... / Settei / Nande? (『触れないなら』 『11才』 『ねこさん…』 『設定』 『何で？』)                                                                 | 3 czerwca 2002   |
| 10 | Dorafuto shimei / Kurasu kae / Ōkami / Senpai kaze pyū pyū / Maruko... (『ドラフト指名』 『クラス替え』 『おおかみ』 『先輩風ぴゅｰぴゅｰ』 『マルコ…』)                              | 10 czerwca 2002  |
| 11 | Kokusaitoshi / Taiketsu / Tataka na kute mo / Nekomamire / Nigenaide (『国際都市』 『対決』 『たたかなくても』 『ねこまみれ』 『逃げないで』)                                       | 17 czerwca 2002  |
| 12 | Chiyo-chan no ichinichi / Kōkō no tomodachi / Ohiru / Gogo / Nawatobi (『ちよちゃんの1日』 『高校のともだち』 『お昼』 『ごご』 『なわとび』)                                       | 24 czerwca 2002  |
| 13 | Nō gādo senpō / S / Chūken tesuto / Kessei / Nōryoku (『ノーガード戦法』 『S』 『中間テスト』 『結成』 『能力』)                                                                    | 1 lipca 2002     |
| 14 | Okaimono / Shūgō / Umii! / Hokaku sakusen / Otona no seikai (『おかいもの』 『集合』 『うみー！』 『捕獲作戦』 『大人の世界』)                                                      | 8 lipca 2002     |
| 15 | Kimura-ka no hitobito / Mita mita? / Mikakunin okusan / Gachi gachi / Kekka happyō (『木村家の人々』 『みたみた？』 『未確認奥さん』 『ガチガチ』 『結果発表』)                     | 15 lipca 2002    |
| 16 | Kumiawase / Kōrin / Kawaii / Chūmon / Senden kōka (『組み合わせ』 『降臨』 『かわいい』 『注文』 『宣伝効果』)                                                                      | 22 lipca 2002    |
| 17 | Ōsaka no kaidan / Kibun tenkan / Shiwasu / Sugoi santa / Kurisumasu kai (『大阪の怪談』 『気分転換』 『師走』 『すごいサンタ』 『クリスマス会』)                                    | 29 lipca 2002    |
| 18 | Uki yomi / Uragiri / Wakuwaku wakuwaku / Nakama hazure / Gō (『うきよみ』 『裏切り』 『ワクワクワクワク』 『仲間はずれ』 『ゴー』)                                                  | 5 sierpnia 2002  |
| 19 | Akubi meijin / Nanda ka seishun / Otona no hanami / Kodomo no hanami / Sakura (『あくび名人』 『なんだか青春』 『大人の花見』 『子供の花見』 『桜』)                                | 12 sierpnia 2002 |
| 20 | Betsuri / Yukari no tanjōbi / Habatake chiyo / Kodomo daitōryō / Tsuyoku ikite kudasai (『別離』 『ゆかりちゃんの誕生日』 『はばたけちよ』 『こども大統領』 『強く生きてください』) | 19 sierpnia 2002 |
| 21 | Kitai / Itemo tattemo / Umi no mokuzu / Yume no shima / Yama ni sumu neko (『期待』 『いてもたっても』 『海の藻屑』 『夢の島』 『山にすむネコ』)                                    | 26 sierpnia 2002 |
| 22 | Naisu desu yo / Damasareta / Kurosawa-sensei / Misui / Mada owattenai (『ナイスですよ』 『だまされた』 『黒沢先生』 『未遂』 『まだ終わってない』)                                  | 2 września 2002  |
| 23 | Kanda / Moriageyaku / Kangaetenakatta / Minna de hashirimasu / Ichigan (『かんだ』 『もりあげ役』 『考えてなかった』 『みんなで走ります』 『一丸』)                                 | 9 września 2002  |
| 24 | Shinro / Taiketsu / Hayaku ikō / Jinbō / Maya to issho (『進路』 『対決』 『はやくいこう』 『人望』 『マヤと一緒』)                                                                 | 16 września 2002 |
| 25 | Shinro sōdan / Gōkaku kigan / Faito / Benkyōkai / Tomo to Ōsaka unmei no hi (『進路相談』 『合格祈願』 『ファイト』 『勉強会』 『ともと大阪 運命の日』)                             | 23 września 2002 |
| 26 | Hajimete no sotsugyō / Bankan / Kanashimi / Bokō / Minna (『初めての卒業』 『万感』 『悲しみ』 『母校』 『みんな』)                                                                 | 30 września 2002 |